# Fome nuclear
A fome nuclear é uma fome hipotética considerada uma ameaça potencial após uma troca nuclear global ou regional. Acredita-se que até mesmo efeitos subtis de arrefecimento resultantes de uma troca nuclear regional poderiam ter um impacto substancial na produção agrícola, desencadeando uma crise alimentar entre os sobreviventes no mundo.
Embora a crença na hipótese do "inverno nuclear" seja popular e muito debatida, a questão da potencial interrupção do fornecimento de alimentos devido aos efeitos de explosões e precipitação radioativa após uma guerra nuclear é menos controversa. Vários livros foram escritos sobre a questão do suprimento de alimentos, incluindo Fallout Protection, Nuclear War Survival Skills, Would the Insects Inherit the Earth and Other Subjects of Concern to Those Who Worry About Nuclear War e, mais recentemente, o inverno nuclear extremo e as contramedidas de impacto de cometas em Feeding Everyone No Matter What.
Juntamente com estes textos em grande parte introdutórios, mais tomos oficiais com foco em organização, agricultura e radioecologia incluem Nutrition in the Postattack Environment da RAND Corporation, planos de continuidade do governo para prevenir uma fome em On Reorganizing After Nuclear Attack, e Survival of the Relocated Population of the U.S. After a Nuclear Attack pelo vencedor do Prémio Nobel Eugene Wigner, enquanto aqueles focados exclusivamente em radioecologia e agricultura incluem Effects of Fallout Radiation on Crop Production, Behavior of Radioactive Fallout in Soils and Plants, e contramedidas práticas que deveriam ser tomadas no nível individual em Defense Against Radioactive Fallout on the Farm.

## Obra inicial
Uma das primeiras obras a discutir o problema da precipitação radioativa, agricultura, alimentação e abastecimento foi a publicação de Herman Kahn de 1960 On Thermonuclear War. Kahn argumentou que, embora uma guerra total fosse de facto uma "catástrofe sem precedentes", alimentos levemente ou moderadamente contaminados não precisam de ser desperdiçados, pois a ingestão desses alimentos por idosos não resultaria em nenhum aumento observável de cancro nesse grupo. Isto deve-se ao facto de que, assim como outros carcinógenos comuns, como o fumo do cigarro, os cancros não surgem imediatamente após a exposição à radiação ou especificamente à precipitação nuclear; em vez disso, o cancro tem um período mínimo de latência de mais de 5 anos, o que é apoiado pela investigação do Project 4.1. É por esta razão que os idosos podem comer alimentos levemente ou moderadamente contaminados sem muitos efeitos nocivos, ou nenhum, permitindo que os alimentos menos contaminados sejam guardados para as gerações mais jovens.[carece de fontes?]

## Visão geral
De 1983 a 1985, num período em que a hipótese do "inverno nuclear" ainda estava notavelmente na sua fase inicial de modelo computacional "apocalíptico" 1-D, mais de 300 cientistas físicos, atmosféricos, agrícolas e ecológicos de mais de 30 países ao redor do mundo reuniram-se para participar no projeto do Comité Científico sobre Problemas do Meio Ambiente - Efeitos Ambientais da Guerra Nuclear (SCOPE-ENUWAR). Este projeto avaliou as consequências globais da guerra nuclear, resultando numa publicação de dois volumes intitulada Environmental Consequences of Nuclear War, detalhando os efeitos físicos, atmosféricos, ecológicos e agrícolas de uma grande guerra nuclear. Na publicação, prevê-se que milhares de milhões de sobreviventes após uma guerra nuclear, mesmo em países não combatentes, poderão sofrer uma diminuição do abastecimento alimentar (se não forem implementadas as medidas de contramedidas de continuidade do governo), o que mergulhará os sobreviventes em "níveis massivos de subnutrição e fome" e, em situações terríveis, "apenas uma pequena fracção da actual população mundial poderá esperar sobreviver alguns anos".
Muitos processos podem estar envolvidos, levando a uma enorme escassez de alimentos à escala global. Para começar, plantações, alimentos armazenados e suprimentos agrícolas, como fertilizantes e pesticidas, podem ser destruídos instantaneamente em explosões nucleares; a contaminação nuclear do solo, do ar e da água pode tornar os alimentos impróprios para consumo e as plantações incapazes de crescer adequadamente; e incêndios incontroláveis podem impedir atividades agrícolas ou de coleta de alimentos normais. Os especialistas previram que nos primeiros anos que se seguem a uma guerra nuclear, processos mais complexos, como a paralisação da economia internacional e dos sistemas comerciais, o colapso das redes globais de transporte e distribuição de alimentos, a perda de incentivos à exportação e à importação, o stress climático drástico nos agroecossistemas e o caos e a perturbação associados na sociedade podem gerar uma escalada do problema da escassez de alimentos.
Após a publicação de Environmental Consequences of Nuclear War, mais estudos surgiram com base na modelagem e análise de hipotéticas trocas nucleares entre nações com armas nucleares. As conclusões destes estudos ilustram que uma guerra nuclear é um caminho autodestrutivo para a fome em massa, e ecoaram a declaração feita em The Medical Implications of Nuclear War, uma publicação da Academia Nacional de Ciências, de que "o mecanismo primário para as fatalidades humanas provavelmente não seria devido aos efeitos da explosão, nem devido às queimaduras de radiação térmica, nem devido à radiação ionizante, mas sim devido à fome em massa".
Embora o número total de armas nucleares a nível mundial tenha diminuído em dois terços após o Tratado de Redução de Armas Estratégicas entre os EUA e a União Soviética (START), em comparação com o início dos anos 80, alguns especialistas consideram que o risco de conflito nuclear não diminuiu, mas sim aumentou. Isto deve-se à proliferação nuclear, já que mais países como a Índia, Paquistão e Coreia do Norte têm agora arsenais nucleares, aumentando o risco de conflitos nucleares regionais. As crescentes tensões militares, acidentes, sabotagens e ataques cibernéticos são todos potenciais pontos de gatilho para grandes perturbações nucleares e fome regional, se não global.

## Efeitos do inverno nuclear nos agroecossistemas
Com base nos estudos defeituosos realizados no início da década de 1980, previu-se que uma guerra nuclear entre os Estados Unidos e a União Soviética projectaria para a atmosfera tanto fumo bloqueador de luz que poderiam ocorrer meses ou anos de "inverno nuclear" e paralisar abruptamente qualquer actividade agrícola no Hemisfério Norte. Isto veio juntar-se às preocupações exageradas sobre o desenvolvimento de poluição fotoquímica tóxica de ozono a nível mundial, causada por explosões nucleares de alta energia, que se previa que provocaria condições ambientais tão perturbadoras para a propagação das plantas terrestres e dos plânctons marinhos, que as colheitas e as colheitas marinhas seriam afectadas de forma prejudicial.
Os biólogos há muito analisam que uma série de fatores decorrentes do "inverno nuclear" induzirão um impacto significativo na agricultura. Por exemplo, uma guerra nuclear durante as estações de crescimento pode provocar episódios repentinos de baixas temperaturas (-10 graus Celsius ou mais) durante dias ou semanas, e, tomando como referência o " ano sem verão " de 1816, episódios de congelamento são capazes de destruir uma grande quantidade de colheitas. Além disso, a época de cultivo seria potencialmente encurtada, conforme relatado por Robock et al., que calcularam que uma guerra nuclear regional entre a Índia e o Paquistão reduziria substancialmente a época de cultivo sem geadas nos hemisférios Norte e Sul durante vários anos e devastaria os produtos agrícolas, uma vez que as culturas não teriam tempo suficiente para atingir a maturidade.
Em contraste, os ecossistemas marinhos naturais, importantes fornecedores de alimentos para as sociedades humanas, são menos vulneráveis a quedas repentinas de temperatura. No entanto, são altamente sensíveis à redução da luz solar incidente e ao aumento do nível de radiação UV-B. No caso de uma guerra nuclear em larga escala, prevê-se que uma redução de apenas 25% no ozono causará um aumento na radiação UV-B, o que reduzirá a fotossíntese líquida na zona eufótica da superfície em 35% e em toda a zona eufótica em 10% (zona eufótica  refere-se às profundezas do oceano com níveis de luz suficientes para a fotossíntese ativa). Com uma redução correspondente na luz disponível para a fotossíntese, as populações de fitoplâncton estavam previstas no livro de 1985 que diminuissem drasticamente, e os cientistas até especularam que a maior parte do fitoplâncton e do zooplâncton herbívoro (que se alimenta de fitoplâncton) em mais da metade dos oceanos do Hemisfério Norte morreriam. Avaliações mais modernas de potenciais problemas na camada de ozono decorrentes de bolas de fogo nucleares determinaram que essas suposições anteriores eram completamente infundadas. De acordo com o Banco Mundial, o oceano fornece à população mundial 16% da ingestão de proteína animal; dado que as cadeias alimentares marinhas são construídas sobre a fotossíntese de fitoplânctons, guerras nucleares em larga escala, nesses modelos e livros da década de 1980, eram consideradas como inadvertidamente devastadoras da pesca e afetavam milhões, se não milhares de milhões de pessoas que dependem do oceano para alimentação.

## Efeitos da guerra nuclear na distribuição de alimentos
Além dos efeitos adversos sobre os agroecossistemas, fatores socioeconómicos de guerras e destruições nucleares também têm implicações de longo alcance na disponibilidade de alimentos. Observou-se, após os bombardeamentos atómicos em Hiroshima e Nagasaki, que os alimentos eram ainda mais escassos, pois as plantações nas regiões próximas foram destruídas e a distribuição de alimentos de outras partes do Japão foi interrompida como resultado da destruição das ferrovias, quando a produção agrícola já era baixa nos anos anteriores devido à guerra e ao mau tempo.
Hoje em dia, 85% das nações do mundo têm quantidades baixas ou marginais de alimentos produzidos internamente para se sustentarem e dependem cada vez mais de redes de comércio alimentar bem interligadas para alimentos importados. Um estudo de 2014 examinou as consequências das perturbações à escala continental nas redes de comércio de trigo e arroz que podem ocorrer quando o fornecimento global de alimentos é substancialmente reduzido, como na sequência de uma guerra nuclear em grande escala. Considerando a tendência dos países exportadores de reterem as suas safras em períodos de escassez de alimentos, o modelo de previsão deste estudo determinou que a quantidade de exportações de trigo e arroz são reduzidas combinadas com perdas nas redes de exportação. De forma crítica, os autores descobriram que os países menos desenvolvidos sofrerão maiores perdas de importações devido a restrições financeiras, e a perda de redes comerciais acabará por levar a uma maior população vulnerável à escassez de alimentos.

## Fome global devido a um conflito nuclear regional
Grande parte da investigação até ao momento sobre possíveis alterações climáticas induzidas por guerra nuclear concentra-se numa hipotética troca nuclear em larga escala entre a Rússia moderna e os Estados Unidos. No entanto, o mundo pós-Guerra Fria também inclui vários outros países com armas nucleares — como Índia, Paquistão e Coreia do Norte — que atualmente estão envolvidos em conflitos armados de facto ou congelados com os seus vizinhos. Em comparação com uma guerra nuclear "global", um conflito regional entre nações com arsenais nucleares relativamente pequenos provavelmente produziria efeitos climáticos menos dramáticos. No entanto, argumenta-se que o arrefecimento global resultante de tal conflito poderia ter impactos em larga escala na agricultura e nos sistemas de abastecimento de alimentos em todo o mundo.
Vários estudos liderados por Alan Robock, da Universidade Rutgers, descrevem esta possibilidade. Uma análise de 2007 usando modelos climáticos contemporâneos descobriu que uma hipotética troca nuclear entre a Índia e o Paquistão envolvendo 100 bombas do tamanho da de Hiroshima (menos de 0,1% do poder explosivo do atual arsenal nuclear global) seria suficiente para causar um arrefecimento global drástico. O modelo não só previu efeitos consistentes com o conceito tradicional de “inverno nuclear”, mas também sugeriu que os efeitos climáticos durariam mais do que o esperado anteriormente. Estes efeitos poderiam incluir alterações acentuadas nos padrões sazonais normais, uma diminuição média de 10% na precipitação em todo o mundo e "um arrefecimento de vários graus ... em grandes áreas da América do Norte e da Eurásia, incluindo a maioria das regiões de cultivo de cereais".
Um estudo relacionado de 2012 assimilou um modelo dinâmico de agrossistema para prever os efeitos agrícolas de uma guerra entre a Índia e o Paquistão. O modelo neste caso mostrou que uma guerra nuclear regional num continente separado poderia levar a uma queda significativa na produção de milho e soja no Centro-Oeste americano, com as maiores perdas de colheitas ocorrendo cinco anos após o evento. Nos dez anos seguintes ao evento, a produção de milho deverá cair em média 10% e a de soja em média 6–12%, dependendo da localização. Esperava-se que a variabilidade anual fosse alta e pudesse ser afetada por anomalias de temperatura, precipitação e luz solar.
Outros estudos baseados no estilo de guerra entre Índia e Paquistão de Robock et al. utilizam um modelo agrícola diferente para prever efeitos na produção de arroz na China. Após levar em consideração as condições climáticas e as práticas agrícolas específicas de diferentes províncias, previu-se que a produção de arroz diminuiria em média 21% nos primeiros quatro anos e em aproximadamente 10% nos seis anos seguintes. Embora possíveis medidas adaptativas (como aumentar as plantações de arroz em províncias menos afetadas ou ajustes de fertilizantes) possam ser implementadas, essas estratégias têm as suas próprias limitações e consequências, incluindo mais poluição ambiental. A produção chinesa de milho e trigo também poderá ser afectada. Em particular, a produção de trigo após tal incidente pode cair mais de 50% no primeiro ano e diminuir em média 39% nos primeiros 5 anos.
Um novo estudo desenvolvido para avaliar o impacto de uma fome devido a um inverno nuclear para o Nature Food Journal. O estudo levantou hipóteses sobre efeitos severos na segurança alimentar global e expressaram preocupações sobre vários países que já têm problemas para adquirir diversos suprimentos além de alimentos. Este estudo estava preocupado com a possibilidade de uma nuvem de poeira causada por uma troca nuclear que agiria como as que ocorrem em Marte e causaria problemas para a Terra. O estudo descobriu que 5 Tg de fuligem e cinzas seriam suficientes para causar fome. A grave escassez de alimentos em massa seria algo que a produção de gado e alimentos aquáticos não conseguiria compensar. A extensão da perturbação climática de vários métodos de produção de alimentos tiraria um grande número de vidas na Terra. O estudo estimou que 5 mil milhões de vidas seriam perdidas com a ocorrência de uma fome nuclear. Para efeito de comparação, a população da Terra atingiu 8 mil milhões em 15 de novembro de 2022. Uma fome nuclear provaria ser um apocalipse que muitos acreditam que deveria ser uma preocupação quando se considera a intriga política e nuclear.

### Populações vulneráveis
Os Médicos Internacionais para a Prevenção da Guerra Nuclear (IPPNW) relataram em 2013 que mais de dois mil milhões de pessoas estariam em risco de morrer de fome no caso de uma troca nuclear limitada, como a que poderia ocorrer entre a Índia e o Paquistão, ou pela utilização de um pequeno número de armas nucleares detidas pelos EUA e pela Rússia.
Este relatório argumenta que o mundo está num estado particularmente vulnerável até mesmo a declínios modestos na produção de alimentos. Por sua vez, pequenas mudanças na temperatura média global podem ter efeitos desproporcionalmente grandes nas plantações. Estudos agrícolas que preveem declínios substanciais na produção agrícola dos EUA e da China podem ser conservadores, pois não levam em consideração a destruição da camada de ozono ou temperaturas extremas diárias. O relatório cita o exemplo da erupção vulcânica do Monte Tambora em 1815, que produziu um desvio médio anual da temperatura de apenas -0,7°C, mas que trouxe geadas fatais em meados do verão aos estados do meio-Atlântico e causou perdas de colheitas de até 75% no norte da Europa.
Além disso, os autores do relatório argumentam que pequenas perturbações no fornecimento de alimentos são altamente amplificadas para populações desnutridas. Em particular, cerca de 800 milhões de pessoas sofrem de subnutrição crónica e mesmo uma redução de 10% no seu consumo alimentar colocá-las-ia em risco. As reservas mundiais de cereais poderiam servir como um amortecedor para isso; no entanto, estimativas aproximadas sugerem que as reservas actuais durariam apenas cerca de 68 a 77 dias.
As fomes também são frequentemente associadas a epidemias. Após a erupção do Monte Tambora, uma fome na Irlanda em 1816 desencadeou uma epidemia de tifo que se espalhou para grande parte da Europa, e a fome de Bengala em 1943 foi associada a grandes epidemias localizadas de cólera, malária, varíola e disenteria. Da mesma forma, as vastas e superlotadas megacidades do mundo em desenvolvimento podem sofrer grandes surtos de doenças infecciosas como resultado secundário da fome.[carece de fontes?]
No entanto, conforme relatado num artigo publicado na revista Public Health Reports, um dos vários mitos prevalentes é que as doenças infecciosas ocorrem sempre após um desastre nas cidades.

As epidemias raramente ocorrem após um desastre, e os cadáveres não levam a surtos catastróficos de doenças infeciosas . Intuitivamente, doenças epidémicas, enfermidades e lesões podem ser esperadas após grandes desastres. No entanto, como referido por de Goyet, as epidemias raramente ocorrem após desastres e, a menos que as mortes sejam causadas por uma das poucas doenças infecciosas, como a varíola, o tifo ou a peste, a exposição a cadáveres não causa doenças... Cólera e febre tifoide raramente representam uma grande ameaça para a saúde após desastres, a menos que já sejam endémicas.